# Kirche Klein Himstedt

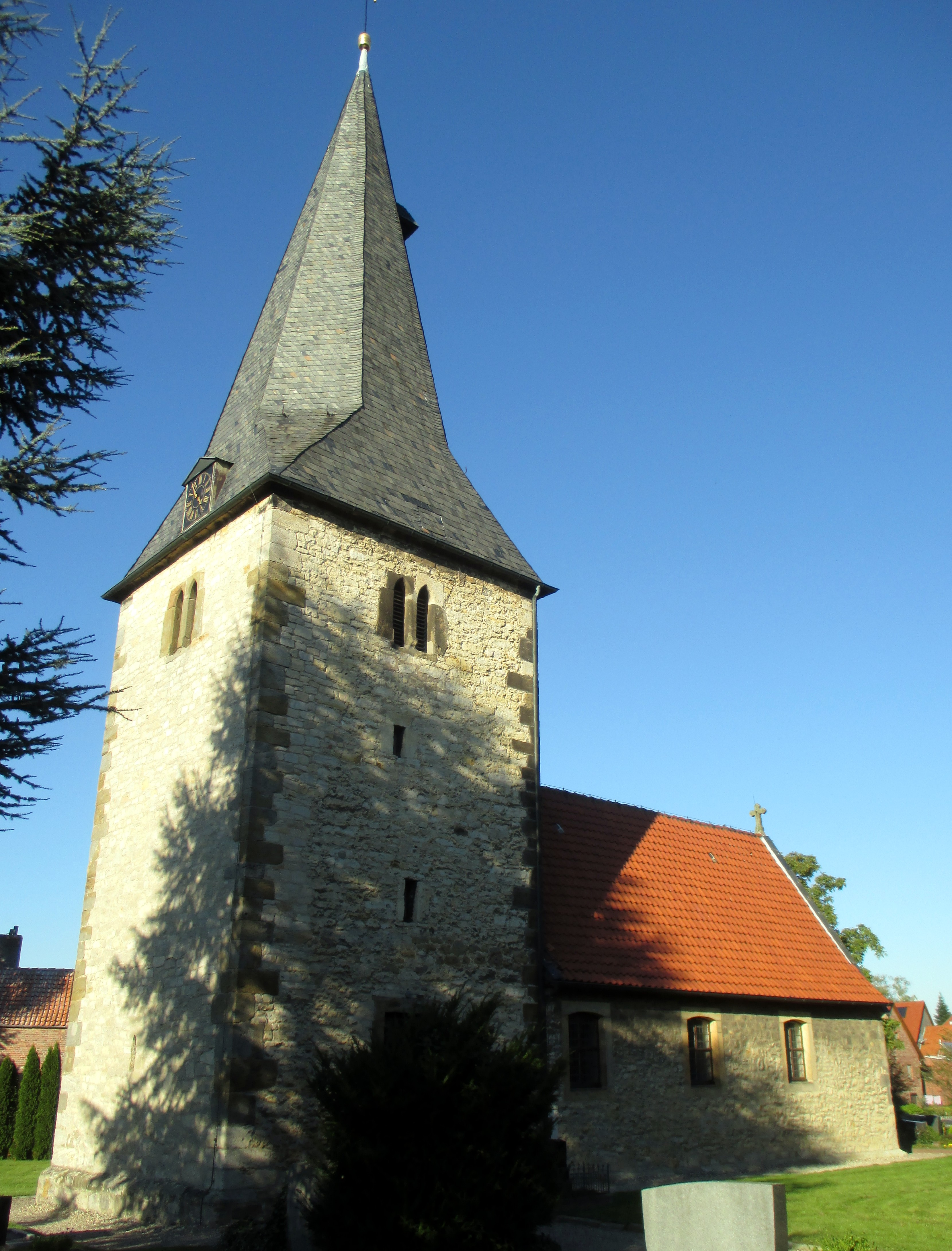
Kirche Klein Himstedt

Die evangelisch-lutherische Kirche Klein Himstedt, die denkmalgeschützt ist, steht in Klein Himstedt, einem Ortsteil der Gemeinde Söhlde im Landkreis Hildesheim in Niedersachsen. Die Kirche gehört zur Kirchengemeinde Söhlde-Himstedt-Nettlingen in der Kirchenregion Söhlde im  Kirchenkreis Hildesheimer Land-Alfeld im Sprengel Hildesheim-Göttingen der Evangelisch-lutherischen Landeskirche Hannovers.

## Beschreibung

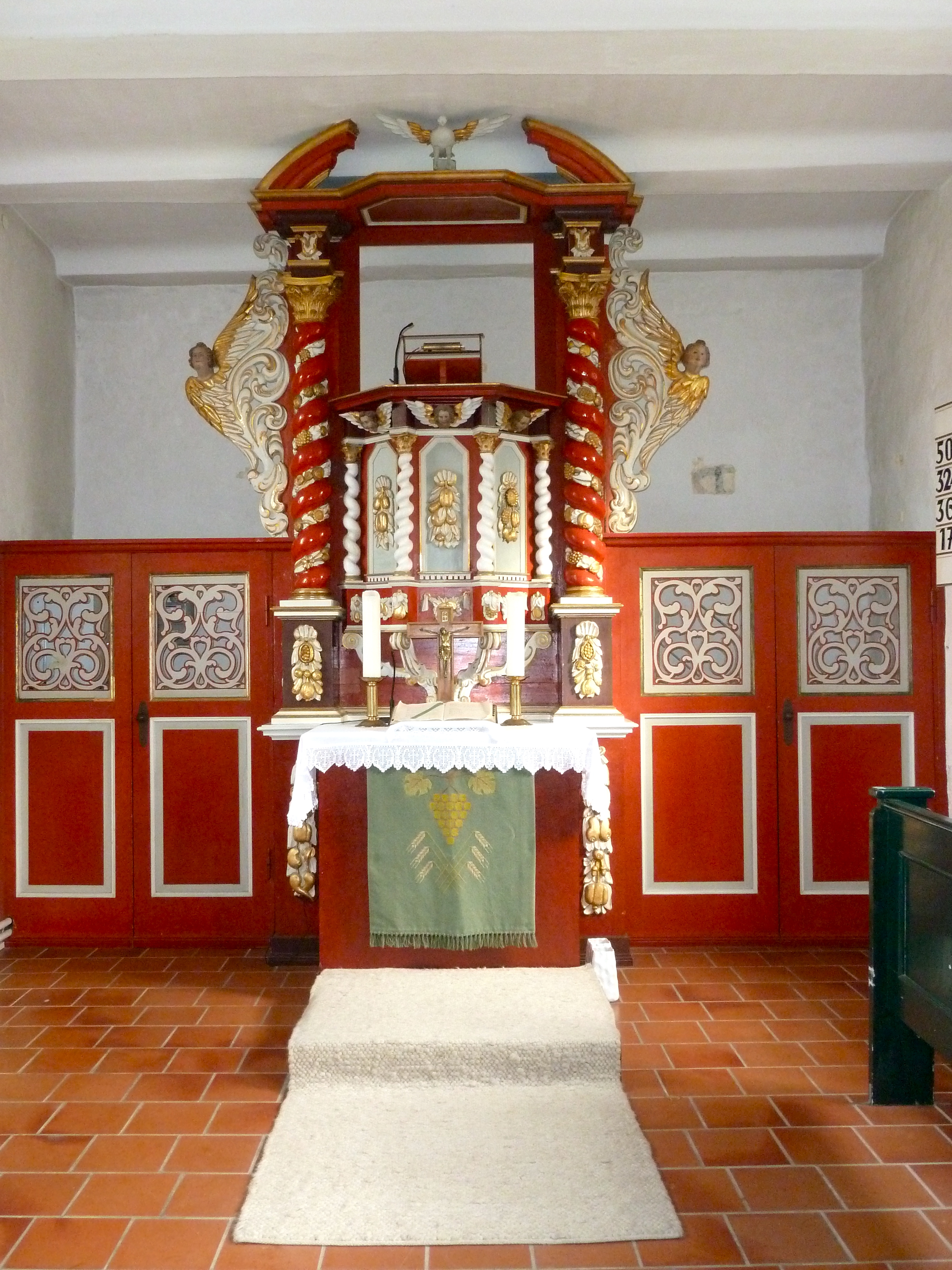
Der Kanzelaltar der Kirche

Der Glockenturm der aus Bruchsteinen mit Ecksteinen gebauten Saalkirche geht auf eine Wehrkirche zurück, was sich aus den Schießscharten schließen lässt. Die Längswände des mit einem Satteldach bedeckten Kirchenschiffs erhielten 1782 flachbogige Fenster. In der Ostwand sind zwei kleine spitzbogige Fenster. Über seinem Giebel steht ein gotisches Kreuz. Hinter den als spitzbogige Biforien ausgebildeten Klangarkaden des Turms befindet sich der Glockenstuhl, in dem zwei Kirchenglocken hängen, die ältere wurde 1511 gegossen, die jüngere erst 1963, weil ihr Vorgänger im Zweiten Weltkrieg abgeliefert werden musste. Für die Schlagglocke befindet sich nach Osten ein Kragträger am schiefergedeckten, von einem quadratischen Ansatz in eine achteckig ausgezogene Spitze übergehenden Helm. Nach Westen befindet sich für das Zifferblatt der Turmuhr in einer Dachgaube. Das jetzt im Turm befindliche Portal wurde erst 1782 angelegt, ursprünglich befand sich in der Südwand des Kirchenschiffes ein gotisches Portal, das 1782 zugemauert wurde. 
Der Innenraum ist mit einer verputzten Holzbalkendecke überspannt. Im Jahr 1955 wurden die bis dahin vorhandenen Emporen an den Seiten abgebrochen und durch eine Empore im Westen für die Orgel ersetzt. Im Jahr 1890 wurde ein Harmonium angeschafft. Dieses wurde im Laufe der Jahre jedoch schadhaft und wurde im Jahr 1936 durch eine Orgel mit sieben Registern, einem Manual und einem Pedal der Firma Faber & Greve ausgetauscht. 1993 wurde diese Orgel durch ein neues Instrument mit acht Registern der Gebrüder Hillebrand Orgelbau ersetzt. Zur Kirchenausstattung gehört ein Kanzelaltar, den Ernst Dietrich Bartels 1699 geschaffen hat. Zwei gewundene Säulen stützen den Schalldeckel, der oben eine Heiliggeisttaube trägt. Das steinerne Taufbecken trägt die Jahreszahl 1612. 